# Санхар
Санхар — посёлок в Вязниковском районе Владимирской области России, входит в состав муниципального образования «Город Вязники».

## География
Посёлок расположен на берегу озера Санхар в 22,2 км на северо-восток от райцентра Вязники.

## История
Посёлок образован после Великой Отечественной войны в составе Малоудольского сельсовета,  с 2005 года — в составе муниципального образования «Город Вязники».

## Инфраструктура
В посёлке расположено Яропольское участковое лесничество Гороховецкого лесничества Министерства обороны Российской Федерации.

## Население
| 2002 | 2010 | 2021 |
| ---- | ---- | ---- |
| 49   | →49  | ↘27  |

Всероссийская перепись населения 2010 года зафиксировала в посёлке Санхар 49 жителей, из них 26 мужчин (53,1 % в общей численности населения), 23 женщины (46,9 %).